# La Baussaine

La Baussaine este o comună în departamentul Ille-et-Vilaine, Franța. În 1 ianuarie 2022 avea o populație de 675 de locuitori.